# Švédská rallye

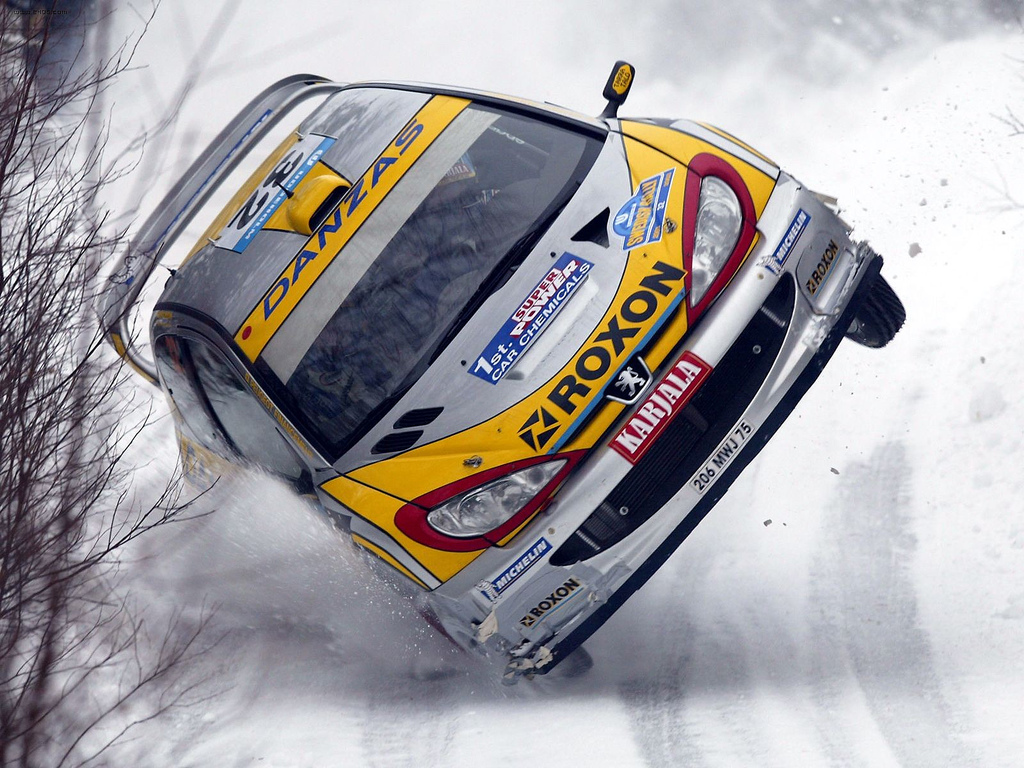
Juuso Pykälistö v roce 2003

Švédská rallye je rallyeová soutěž a součást Mistrovství světa v rallye pořádaná ve Švédsku. Jedná se o zimní rallye, která se jezdí na sněhu.

## Historie
První ročník byl pořádán v roce 1950 pod názvem Rallye Půlnočního slunce v okolí města Värmland. Odpočátku byla soutěž pořádána z kraje února. Švédská rallye 1967 změnila pořadatelské město na Karlstad, zázemí soutěže a týmy ale fungují ve městě Hagfors. Švédská rallye 1973 se stala součástí prvního ročníku Mistrovství světa v rallye 1973. Od té doby nebyly pořádány pouze dva ročníky. V roce 1974 nebyla soutěž pořádána kvůli ropné krizi a v roce 1990 kvůli nedostatku sněhu. Stejnými problémy byla postižena i Švédská rallye 2005, kdy u vozů nefungovaly pneumatiky s hroty.
Charakteristikou tratí je Švédsko shodné s finskou rallye, jediný rozdíl je v zimních podmínkách. Soutěž je náročná na navigaci, protože v zasněžené krajině jsou špatně vidět orientační body. Zpočátku zde vždy vítězili skandinávští jezdci. Teprve Švédská rallye 2004 přinesla zlom, když ji vyhrál Sebastien Loeb. Nejúspěšnější jezdec zde je Stig Blomqvist, který zde vyhrál sedmkrát. Z toho dvakrát s vozy Audi Quattro a čtyřikrát s vozy Saab 96. Pětkrát zde vyhrál Marcus Grönholm, třikrát s vozem Peugeot 206 WRC a dvakrát s vozem Ford Focus RS WRC.